# Daniel Blanchard
Daniel Blanchard, född 3 maj 1934 i Paris, död 3 maj 2024 i 
Saint-Mandé, var en fransk författare. Blanchard blev år 1957 medlem av den socialistiska gruppen Socialisme ou Barbarie under pseudonymen Pierre Canjuers. Senare gick han med i 22 mars-rörelsen. Blanchard publicerade dikter i bland annat L'Éphémère.